# ロマンス第1番 (ベートーヴェン)
ヴァイオリンと管弦楽のためのロマンス 第1番 ト長調 作品40（ヴァイオリンとかんげんがくのためのロマンス だい1ばん トちょうちょう さくひん40、ドイツ語：Romanze für Violine und Orchester Nr. 1 G-Dur, Op. 40）は、ルートヴィヒ・ヴァン・ベートーヴェンが1802年に作曲したヴァイオリンと管弦楽のための楽曲。

## 概要
第1番となっているが、作曲されたのは第2番ヘ長調の後である。そして第2番と同様に小ロンド形式であるが、独奏楽器に重音奏法を求めるなど技術的には高度だが、演奏が難しいわりには低音の旋律が華やかさを欠くため、現在では第2番の方がよく演奏される。

## 楽器編成
独奏ヴァイオリン、フルート1、オーボエ2、ファゴット2、ホルン（G管）2、弦五部

## 楽曲構成
ト長調、Andante、4分の4拍子。
弱起のH-G、C-Fisの各和音ではじまる。ニ長調・ホ短調の旋律的部分をはさみ、典雅なロンドが繰り返される。調性の選定はヴァイオリンの特性に配慮している。重音奏法が多い点から、管弦楽との組み合わせよりヴァイオリンとピアノ用に編曲されて親しまれている。